# Lobi di (152830) I Selam
Segue una lista dei lobi presenti sulla superficie di (152830) I Selam. La nomenclatura di Selam è regolata dall'Unione Astronomica Internazionale; la lista contiene solo formazioni esogeologiche ufficialmente riconosciute da tale istituzione.
I lobi di Selam portano nomi associati agli aggettivi bella, meravigliosa, magnifica e simili espressa nei vari linguaggi dell'umanità, declinati al femminile in considerazione del nome attribuito al corpo celeste principale.
Sono tutti stati identificati durante il sorvolo ravvicinato della sonda Lucy, l'unica ad avere finora raggiunto Selam.

## Prospetto
| Lobus        | Eponimo                      | Latitudine   | Longitudine  | Diametro |
| ------------ | ---------------------------- | ------------ | ------------ | -------- |
| Lewa Lobus   | Lewa - "Bella" in yoruba.    | non definite | non definite | 0,29 km  |
| Piękna Lobus | Piękna - "Bella" in polacco. | non definite | non definite | 0,24 km  |